# Роз'їзд 13 вузькоколійної желєзної дороги
Розїзд 13 вузькоколі́йної желє́зної дороги (Хвойний; рос. Разъезд 13 узкоколейной железной дороги, Хвойный) — починок (колишнє селище) у Зав'яловському районі Удмуртії, Росія.
Знаходиться на лівому березі річки Вожойка, обабіч автошляху Іжевськ — Воткінськ.

## Населення
Населення — 16 осіб (2012; 0 в 2010).

## Історія
Починок був утворений у 1946 році як зупинний пункт на Сокольській вузькоколійній залізниці. Тут через річку був збудований дерев'яний міст 30 м довжиною (зруйнований в 1995 році) та паровозна водокачка з колесом. Спочатку починок мав барак та 4 будинки шляхових робітників.